# خیف فاضل
خیف فاضل (به عربی: خیف فاضل) یک منطقهٔ مسکونی در عربستان سعودی است که در استان مدینه واقع شده‌است.